# Вишняускас Відмантас Вітаутович
Відмантас Вітаутович Вишняускас (лит. Vidmantas Vyšniauskas; нар. 23 вересня 1969, Утена) — радянський та литовський футболіст, півзахисник.

## Клубна кар'єра

### Початок кар'єри та виступи в «Таврії»
На аматорському рівні виступав за «Утеніс» з Утени (1986—1987) та севастопольський СКЧФ (1990). У 1990 році перейшов до сімферопольської «Таврії», яка виступала в Першій лізі радянського чемпіонату. Дебютував у футболці сімферопольців 19 липня 1990 року в програному (0:4) виїзному поєдинку 1/16 фіналу кубку СРСР проти московського «Динамо». Відмантас вийшов на поле в стартовому складі та відіграв увесь матч. У першій союзній лізі дебютував 4 серпня 1990 року в нічийному (1:1) домашньому поєдинку 23-го туру проти московського «Локомотива». Вишняускас вийшов на поле в стартовому складі, на 32-й хвилині відзначився дебютним у футболці кримського клубу голом, а по ходу поєдинку був замінений на Толята Шейхаметова. У футболці «Таврії» в Першій союзній лізі зіграв у 57-ми матчах та відзначився 5-ма голами, ще 1 поєдинок провів у кубку СРСР. 
У 1992 році «Таврія» отримала право взяти участь у першому розіграші незалежного чемпіонату України серед команд Вищої ліги. Гравцем тієї команди був і Відмантас Вишняускас. Проте спочатку відбувся дебют у кубку України, 23 лютого 1992 року в програному (1:3) виїзному поєдинку 1/16 фіналу проти охтирського «Нафтовика». Відмантас вийшов на поле в стартовому складі та відіграв увесь матч. У чемпіонаті України дебютував 7 березня 1992 року в переможному (2:0) домашньому поєдинку 1-го туру підгрупи 1 проти запорізького «Торпедо». Вишняускас вийшов на поле на 46-й хвилині, замінивши Марата Мулашева, а на 78-й хвилині отримав жовту картку. У чемпіонському для «Таврії» сезоні виходив на поле в чемпіонаті України 15 разів та 1 разу в кубку України. Також наступного сезону в футболці сімферопольського клубу зіграв 4 поєдинки в Лізі чемпіонів. Загалом же в чемпіонатах України зіграв 26матчів, ще 5 поєдинків провів у кубку України.

### Виступи в німецьких клубах
У 1993 році виїхав до Німеччини, де підписав контракт з клубом Оберліги-Схід «Маркклеберг», кольори якого захищав до 1994 року. За цей час в Оберлізі зіграв 40 матчів та відзначився 4-ма голами. У сезоні 1994/95 років виступав у складі берлінського клубу «Уніон» (20 матчів, 3 голи). З 1995 по 1998 рік захищав кольори клубу «Заксен» з Регіоналліги «Північний-Схід» (89 матчів, 10 голів). Після цього провів два сезони в Регіоналлізі «Північ» за «Вільгельмсгафен» (65 матчів, 11 голів). Сезон 2000/01 років розпочав у клубі з Регіоналліги «Південь» «Шпортфройнде Зіген». Після 19 зіграних матчів (3 голи) переходить до Регіоналліги «Північ», у клуб «Любек», в якому до завершення цього сезону зіграв 16 матчів (3 голи), а наступного сезону — 17 матчів. У 2002—2004 роках захищав кольори «Вільгельмсгафена», в складі портового міста зіграв 46 матчів та відзначився 5-ма голами. Останній сезон на професіональному рівні провів у футболці «Шютторф», після чого виступав на аматорському рівні за цей клуб (до 2008 року).

## Кар'єра в збірній
Успішні виступи Відмантаса в «Таврії» були помічені й тренерським штабом національної збірної Литви, у футболці якої дебютував 11 липня 1992 року в нічийному (1:1) поєдинку Балтійського кубку проти збірної Естонії. Загалом у складі національної збірної провів 2 поєдинки, в рамках Балтійського кубку 1992 року. Після свого переїзду в Німеччину до складу литовської збірної не викликався.

## Досягнення

### Клубні
- Вища ліга чемпіонату України
  -  Чемпіон (1): 1992

### У збірній
- Балтійський кубок
  -  Володар (1): 1992

### Відзнаки
- Майстер спорту України